# Rundu Chiefs
I Rundu Chiefs sono una società calcistica di Rundu, città della Namibia. Milita nella massima divisione del campionato namibiano e ha sede a Rundu. Disputa le partite interne nello Stadio di Rundu (500 posti), situato nella zona meridionale della città.
Il Club è noto anche con il nome di Biku.

## Partecipazioni ai tornei nazionali
- MTC Namibia Premier League: 2012-
- Namibia First Division: ? 2008-2011

## Giocatori celebri
- Petrus Shitembi
- Gospert Shikerete